# Göttingen

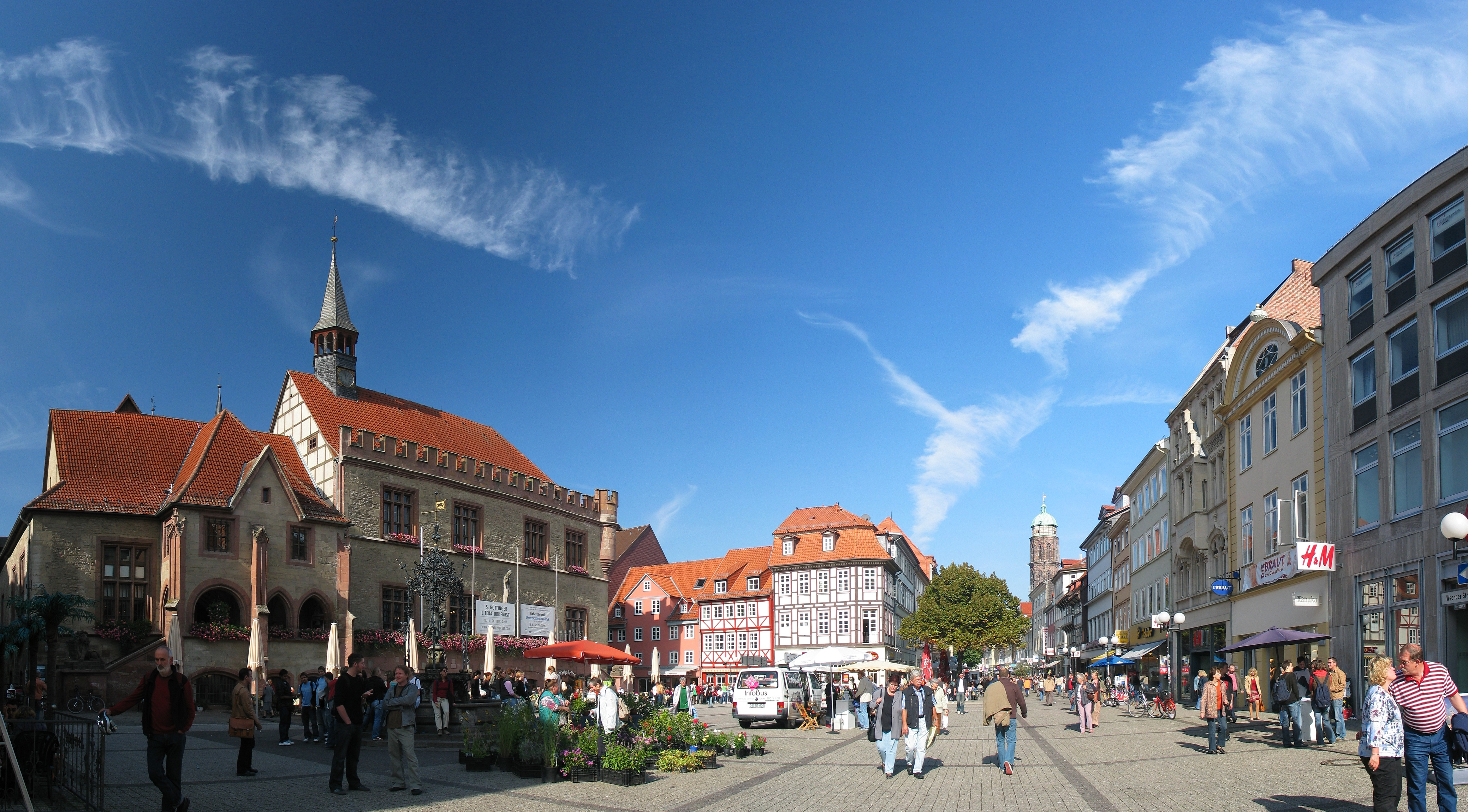
Göttingen 2006

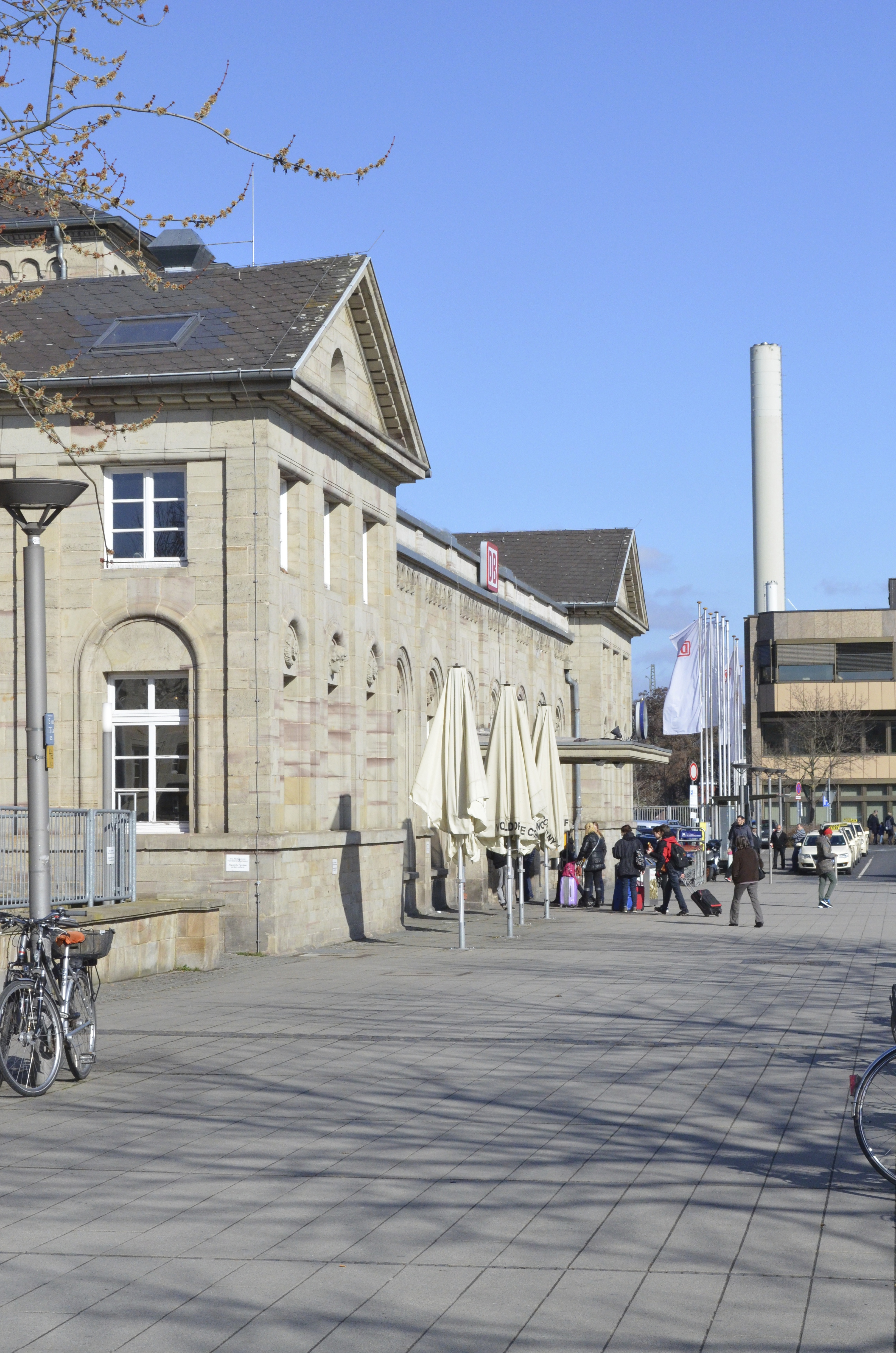
Centralstationen i Göttingen.

Göttingen (på lågtyska Chöttingen) är en stad i Landkreis Göttingen i förbundslandet Niedersachsen i Tyskland.

## Geografi
Göttingen ligger i Niedersachsens sydöstra del. Staden ligger vid floden Leine.

## Utbildning
Staden är känd för sitt universitet, Georg-August-Universität Göttingen.

## Sevärdheter
Inne i staden finner man Gänseliesel (gåsflickan) som är en staty föreställande en flicka som håller en gås i ena handen och en korg i andra handen. Varje år tar sig doktoranderna efter sin examen till statyn, klättrar upp på den och kysser den.
Den inre staden med korsvirkeshus från senare hälften av 1500-talet omges av en ringformig vallpromenad och parkanläggningar. Johannes- och Jakobskyrkorna är från medeltidens slut. Något äldre, från 1300-talet, är rådhuset.

## Historik

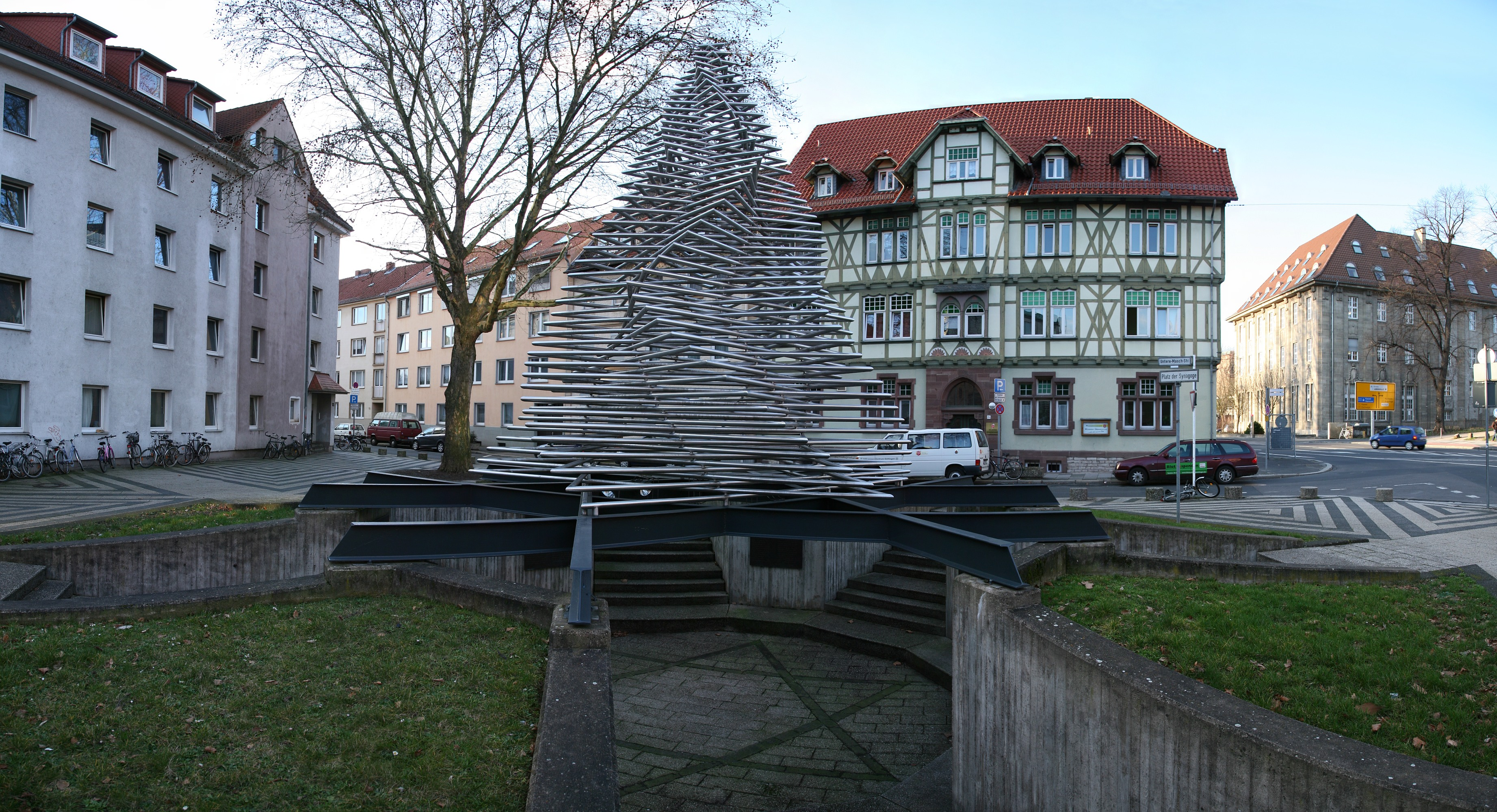
På den plats i Göttingen där det till 1938 stod en synagoga, finns det sedan 1973 ett minnesmärke.

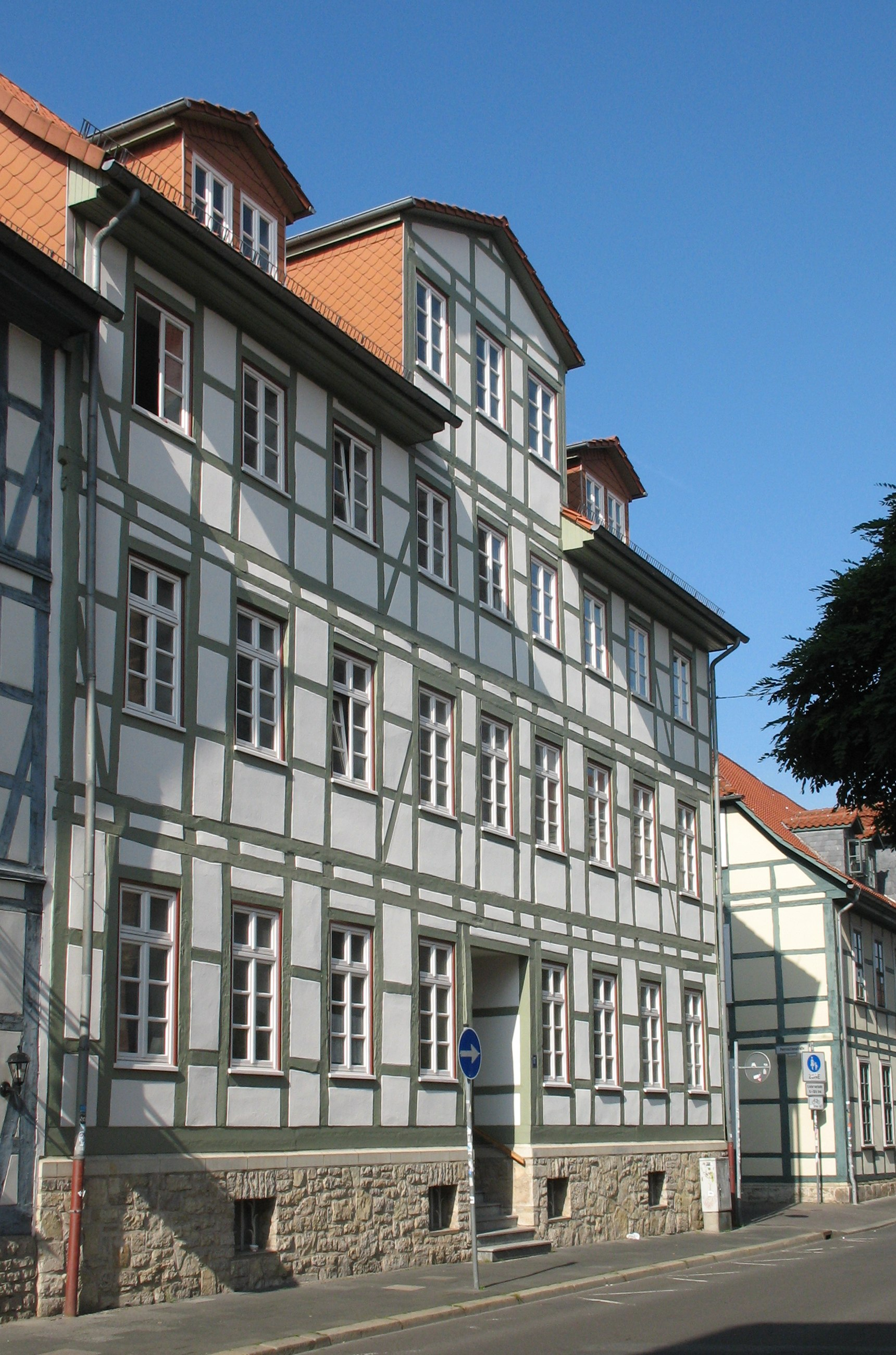
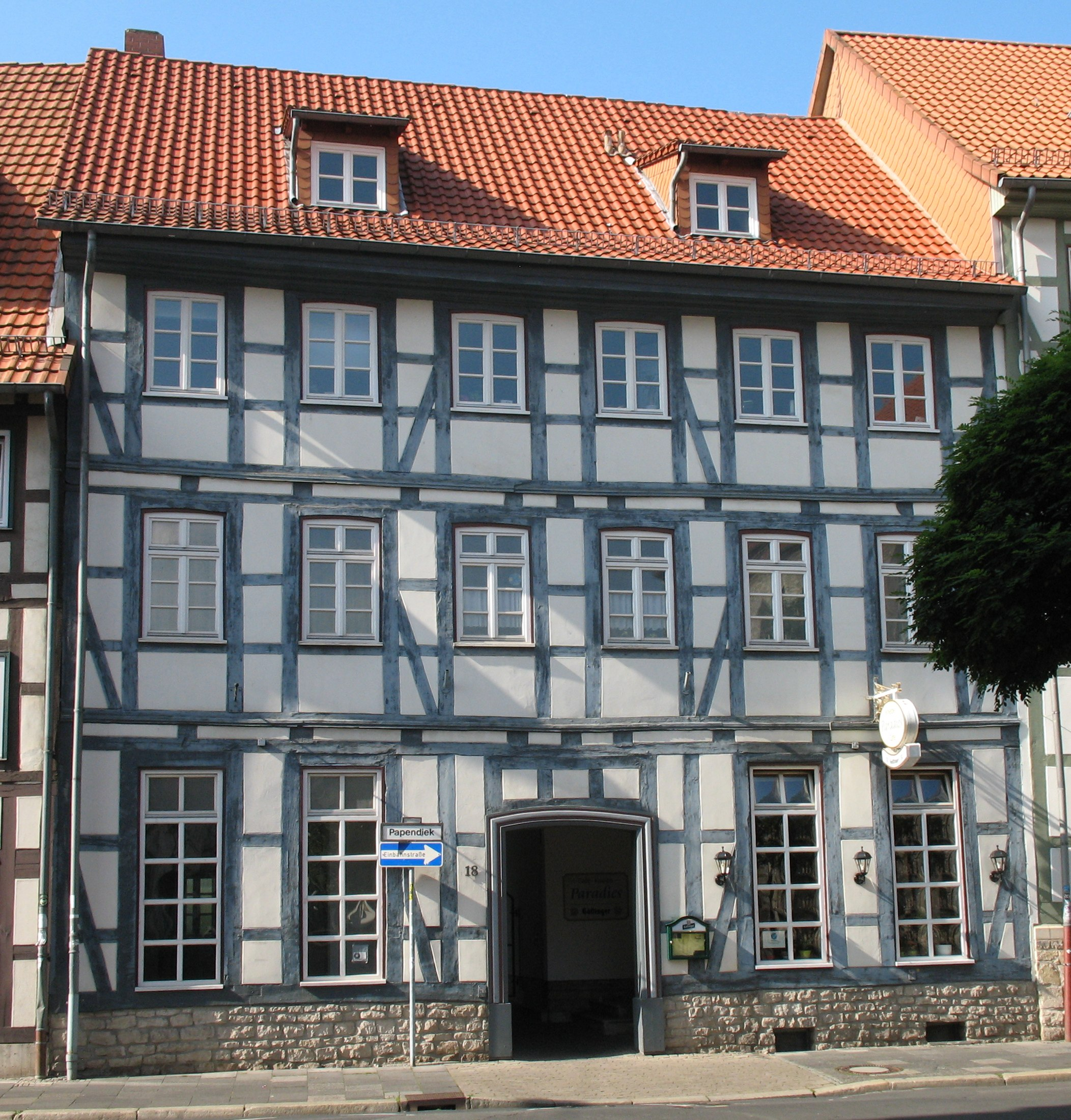
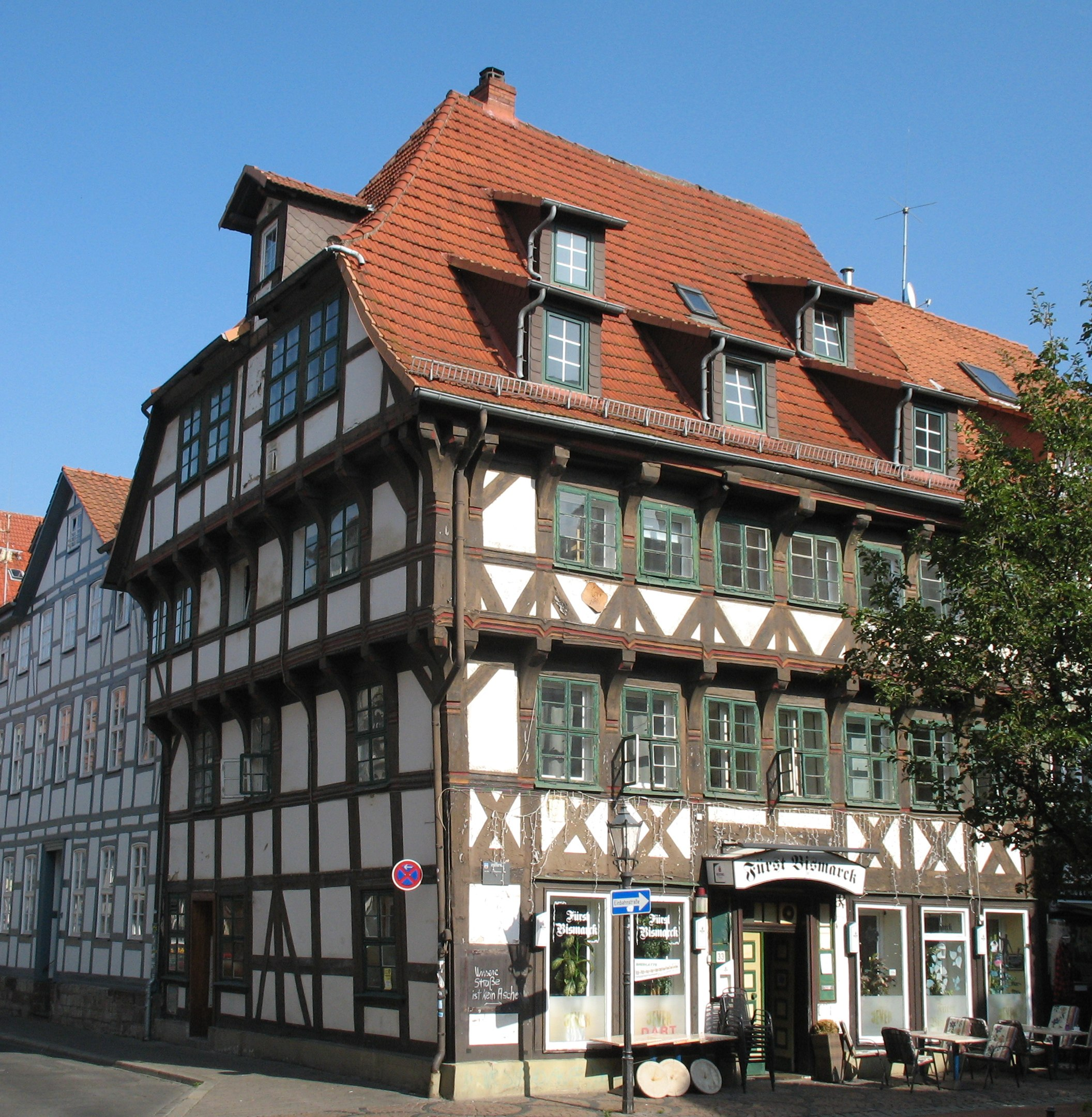
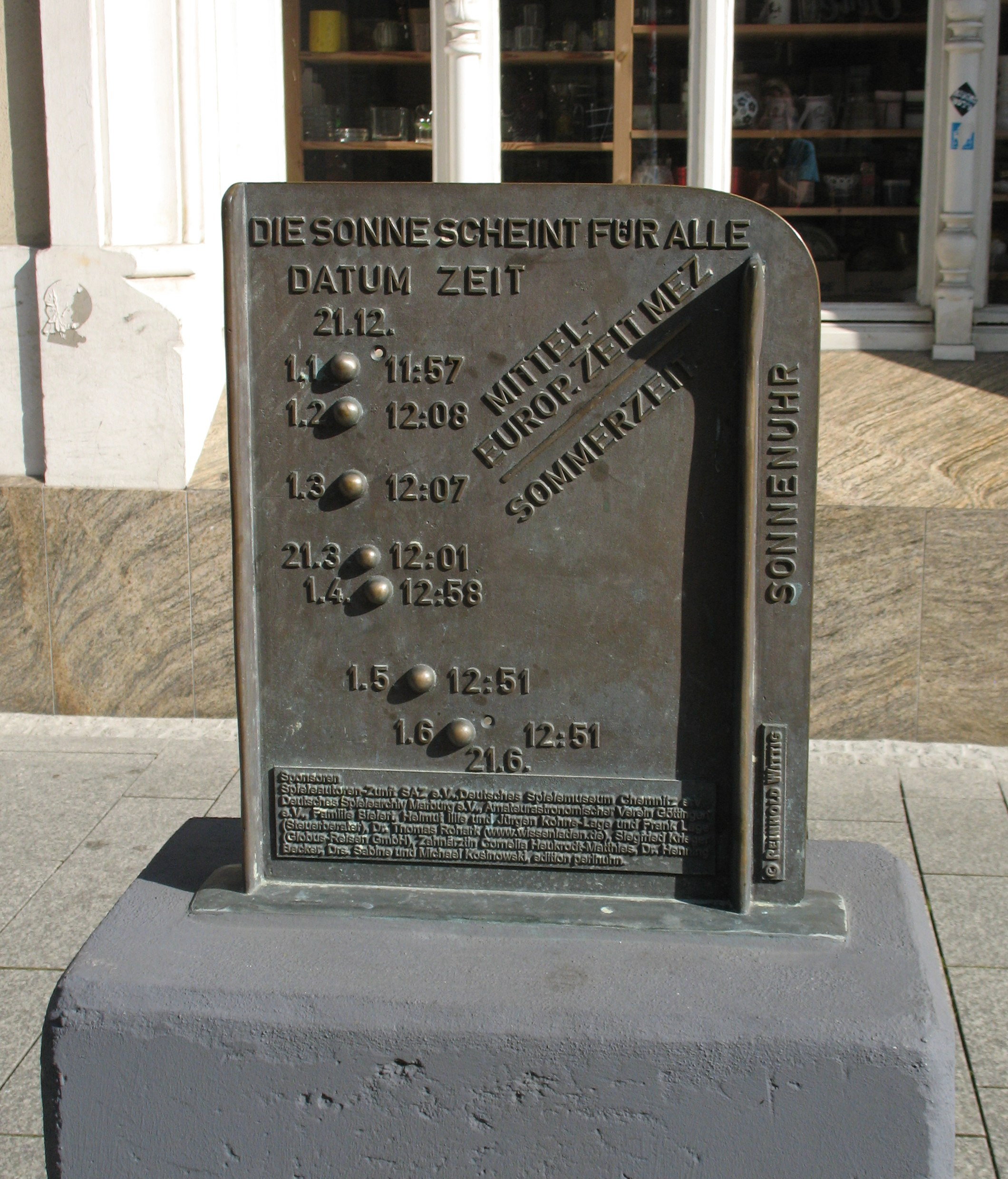

Stadens ursprung börjar med byn Gutingi, som nämns i ett dokument från 900-talet e.Kr. Göttingen som stad grundades emellertid under slutet av 1100-talet och övertog då namnet Gutingi och omtalas som sådan 1202.
1278–1463 var Göttingen huvudstad i ett braunschweigiskt delhertigdöme, och upplevde under 1300-talet som hansestad en kort blomstringstid men förföll sedan fram till universitetets grundande.
Idag är staden mest känd för Georg-August-universitetet. Universitetet, som grundades 1737, har fått sitt namn efter kurfursten Georg August av Hannover (som även var kung av Storbritannien).
Under andra världskriget klarade sig stadskärnan nästan helt från de allierades bombningar. Man räknar med att ungefär 45 procent av stadens befolkning är mellan 18 och 30 år gamla. 25 000 invånare är studenter vid universitetet.

## Kända personer från Göttingen
- Martin Sonneborn
- TheFatRat

## Vänorter
- Storbritannien Borough of Hackney, London
- Storbritannien Cheltenham, England (sedan 1951)
- Storbritannien Cramlington, England (sedan 1969)
- Frankrike Pau, Frankrike, sedan 1962
- Polen Toruń, Polen, sedan 1978
- Tyskland Wittenberg, Tyskland, sedan 1988